# Neuchâtel Xamax Football Club Serrières 2018-2019
Questa voce raccoglie le informazioni riguardanti il Neuchâtel Xamax Football Club Serrières nelle competizioni ufficiali della stagione 2018-2019.

## Stagione
Nella stagione 2018-2019 il Neuchatel Xamax, allenato da Michel Decastel e Stéphane Henchoz, concluse il campionato di Super League al 9º posto e vinse il doppio spareggio promozione-retrocessione. In Coppa Svizzera il Neuchatel Xamax fu eliminato agli ottavi di finale dal Lugano.

## Rosa
| N. |                                 | Ruolo | Calciatore           |
| -- | ------------------------------- | ----- | -------------------- |
| 1  | Italia (bandiera)               | P     | Federico Nicastro    |
| 3  | Svizzera (bandiera)             | C     | Janick Kamber        |
| 4  | Svizzera (bandiera)             | C     | Pietro Di Nardo      |
| 6  | Svizzera (bandiera)             | C     | Charles Pickel       |
| 7  | Svizzera (bandiera)             | C     | Thibault Corbaz      |
| 8  | Serbia (bandiera)               | A     | Samir Ramizi         |
| 9  | Francia (bandiera)              | A     | Afimico Pululu       |
| 10 | Svizzera (bandiera)             | C     | Charles-André Doudin |
| 11 | Svizzera (bandiera)             | A     | Gaëtan Karlen        |
| 12 | Svizzera (bandiera)             | C     | Max Veloso           |
| 14 | Svizzera (bandiera)             | A     | Raphaël Nuzzolo      |
| 16 | Francia (bandiera)              | D     | William Le Pogam     |
| 17 | Francia (bandiera)              | C     | Geoffrey Tréand      |
| 20 | Bosnia ed Erzegovina (bandiera) | D     | Mustafa Sejmenović   |

| N. |                               | Ruolo | Calciatore         |
| -- | ----------------------------- | ----- | ------------------ |
| 21 | Kosovo (bandiera)             | C     | Dilan Qela         |
| 23 | Svizzera (bandiera)           | D     | Mike Gomes         |
| 25 | Lettonia (bandiera)           | D     | Mārcis Ošs         |
| 26 | Costa d'Avorio (bandiera)     | C     | Serey Dié          |
| 27 | Kosovo (bandiera)             | D     | Arbenit Xhemajli   |
| 30 | Svizzera (bandiera)           | P     | Laurent Walthert   |
| 31 | Albania (bandiera)            | D     | Arbnor Fejzulahi   |
| 32 | Svizzera (bandiera)           | P     | Matthias Minder    |
| 46 | Spagna (bandiera)             | D     | Maikel             |
| 55 | Svizzera (bandiera)           | D     | Igor Đurić         |
| 82 | Belgio (bandiera)             | D     | Jérémy Huyghebaert |
| 88 | Rep. Centrafricana (bandiera) | A     | Frédéric Nimani    |
| 99 | Svizzera (bandiera)           | A     | Kemal Ademi        |

## Organigramma societario
Area tecnica
- Allenatore: Stéphane Henchoz
- Allenatore in seconda: Sébastien Fontbonne, José Saiz
- Preparatore dei portieri:
- Preparatori atletici:

## Calciomercato

### Sessione estiva
| Acquisti | Acquisti           | Acquisti          | Acquisti |
| R.       | Nome               | da                | Modalità |
| -------- | ------------------ | ----------------- | -------- |
| C        | Charles Pickel     | Grasshoppers      |          |
| D        | Mārcis Ošs         | Spartaks Jūrmala  |          |
| D        | Jérémy Huyghebaert | R.E. Mouscron     |          |
| D        | Arbnor Fejzulahi   | Partizani Tirana  |          |
| A        | Kemal Ademi        | San Gallo II      |          |
| D        | Maikel             | UD San Fernando   |          |
| A        | Tunahan Çiçek      | Sciaffusa         |          |
| D        | Léo Farine         | La Chaux-de-Fonds |          |
| C        | Hamed Koné         | Feronikeli        |          |
| D        | William Le Pogam   | Servette          |          |
| P        | Matthias Minder    | Winterthur        |          |

| Cessioni | Cessioni              | Cessioni       | Cessioni |
| R.       | Nome                  | a              | Modalità |
| -------- | --------------------- | -------------- | -------- |
| D        | Léo Farine            | Bellinzona     |          |
| C        | Bruno da Mota Miranda | Kerkyra        |          |
| A        | Elvis Bratanovič      | Sursee         |          |
| C        | Marco Delley          | Stade Nyonnais |          |
| P        | Luca Ferro            | Sion           |          |
| P        | Loïc Jacot            | Lucerna        |          |
| D        | Linus Obexer          | Aarau          |          |

### Sessione invernale
| Acquisti | Acquisti       | Acquisti | Acquisti |
| R.       | Nome           | da       | Modalità |
| -------- | -------------- | -------- | -------- |
| A        | Afimico Pululu | Basilea  |          |
| C        | Serey Dié      | Basilea  |          |

| Cessioni | Cessioni      | Cessioni   | Cessioni |
| R.       | Nome          | a          | Modalità |
| -------- | ------------- | ---------- | -------- |
| C        | Liridon Mulaj | Winterthur |          |
| C        | Hamed Koné    | Feronikeli |          |
| A        | Tunahan Çiçek | Sciaffusa  |          |

## Risultati

### Super League

#### Prima fase, girone di andata
| Arbitro: | Erlachner |

|  |           |                       |
|  | Marcatori | 14’ Karlen 75’ Tréand |

| Arbitro: | Hänni |

|             |           |            |
| Nuzzolo 86’ | Marcatori | 64’ Okafor |

| Arbitro: | Bieri |

|                           |           |  |
| Kasami 37’, 40’ Grgić 47’ | Marcatori |  |

| Arbitro: | Schärer |

|            |           |                                                                  |
| Karlen 28’ | Marcatori | 3’ (rig.), 25’ (rig.) Spielmann 44’ Sorgić 51’ Sutter 76’ Karlen |

| Arbitro: | Jaccottet |

|                                                                       |           |                     |
| Assalé 16’ Ngamaleu 44’ Aebischer 70’ Nsame 81’ (rig.) Ošs 90’ (aut.) | Marcatori | 10’, 58’ Sejmenović |

| Arbitro: | Bieri |

|                               |           |                                    |
| Doudin 13’ Nuzzolo 79’ (rig.) | Marcatori | 55’ Quintillà 74’ Itten 86’ Kutesa |

| Arbitro: | Schnyder |

|                             |           |             |
| Djuričin 36’, 63’ Pinga 65’ | Marcatori | 67’ Nuzzolo |

| Arbitro: | Fähndrich |

|                       |           |            |
| Ramizi 8’ Nuzzolo 70’ | Marcatori | 90’ Gerndt |

| Zurigo 30 settembre 2018, ore 16:00 CEST 9ª giornata | Zurigo   | 0 – 0 referto | Neuchâtel Xamax | Stadio Letzigrund (8 871 spett.)\| Arbitro: \| Schnyder \| |
| Arbitro:                                             | Schnyder |               |                 |                                                            |

#### Prima fase, girone di ritorno
| Arbitro: | Hänni |

|             |           |             |
| Nuzzolo 37’ | Marcatori | 29’ Lenjani |

| Arbitro: | Hänni |

|           |           |             |
| Ajeti 40’ | Marcatori | 52’ Nuzzolo |

| Arbitro: | Schärer |

|            |           |                           |
| Pickel 29’ | Marcatori | 45’ Schürpf 81’ Schneuwly |

| Arbitro: | Dudic |

|                          |           |                       |
| Sorgić 41’ Spielmann 90’ | Marcatori | 73’ Tréand 81’ Doudin |

| Arbitro: | Fähndrich |

|                  |           |                                 |
| Nuzzolo 69’, 87’ | Marcatori | 30’ N'Goy 59’ Bajrami 65’ Pinga |

| Arbitro: | San |

|                            |           |                                     |
| Veloso 21’, 56’ Doudin 66’ | Marcatori | 61’, 64’ Kryeziu 76’ (rig.) Kololli |

| Arbitro: | Hänni |

|                    |           |                  |
| Carlinhos 22’, 80’ | Marcatori | 54’, 90’ Nuzzolo |

| Arbitro: | Klossner |

|                               |           |                      |
| Sierro 16’, 69’ Quintillà 31’ | Marcatori | 11’ Doudin 77’ Ademi |

| Arbitro: | Hänni |

|           |           |                                         |
| Ademi 80’ | Marcatori | 7’, 59’ Hoarau 28’ Fassnacht 75’ Assalé |

#### Seconda fase, girone di andata
| Arbitro: | Jaccottet |

|                         |           |  |
| Benito 14’ Ngamaleu 48’ | Marcatori |  |

| Arbitro: | Hänni |

|                       |           |            |
| Ademi 25’ Nuzzolo 40’ | Marcatori | 80’ Schulz |

| Arbitro: | Erlachner |

|  |           |         |
|  | Marcatori | 33’ Dié |

| Arbitro: | Dudic |

|  |           |                        |
|  | Marcatori | 35’ Stocker 70’ Okafor |

| Arbitro: | Jaccottet |

|                                                |           |  |
| Guillemenot 20’ Barnetta 67’ Sierro 76’ (rig.) | Marcatori |  |

| Arbitro: | Schnyder |

|                                   |           |              |
| Pululu 7’, 38’ Nuzzolo 76’ (rig.) | Marcatori | 90’ Maceiras |

| Arbitro: | Jaccottet |

|                      |           |              |
| Kololli 73’ Odey 76’ | Marcatori | 55’ Di Nardo |

| Arbitro: | Erlachner |

|                                  |           |                          |
| Di Nardo 63’ Ošs 71’ Nuzzolo 90’ | Marcatori | 40’ Sorgić 76’ Stillhart |

| Lugano 3 aprile 2019, ore 20:00 CEST 27ª giornata | Lugano    | 0 – 0 referto | Neuchâtel Xamax | Stadio di Cornaredo (3 655 spett.)\| Arbitro: \| Jaccottet \| |
| Arbitro:                                          | Jaccottet |               |                 |                                                               |

#### Seconda fase, girone di ritorno
| Arbitro: | Delerue |

|  |           |            |
|  | Marcatori | 73’ Kutesa |

| Arbitro: | Hänni |

|  |           |           |
|  | Marcatori | 80’ Ademi |

| Arbitro: | Hänni |

|           |           |  |
| Ademi 73’ | Marcatori |  |

| Arbitro: | Jaccottet |

|             |           |          |
| Nuzzolo 75’ | Marcatori | 8’ N'Goy |

| Arbitro: | Schnyder |

|  |           |                      |
|  | Marcatori | 75’ Ademi 90’ Ramizi |

| Arbitro: | Schärer |

|           |           |                |
| Ademi 49’ | Marcatori | 77’, 84’ Rüegg |

| Arbitro: | Hänni |

|          |           |  |
| Toma 90’ | Marcatori |  |

| Arbitro: | Erlachner |

|            |           |                  |
| Pickel 67’ | Marcatori | 36’ (aut.) Gomes |

| Arbitro: | Schnyder |

|                                         |           |           |
| Campo 26’, 56’ Riveros 78’ von Moos 90’ | Marcatori | 89’ Ademi |

#### Spareggio promozione-retrocessione
| Arbitro: | Klossner |

|  |           |                                         |
|  | Marcatori | 22’ Maierhofer 34’, 69’ Tasar 45’ Mišić |

| Arbitro: | Jaccottet |

|                                       |                      |                                             |
|                                       | Marcatori            | 20’ (rig.) Dié 29’ Ošs 38’ Ademi 72’ Tréand |
| Zverotić Jäckle Bürgy Mišić Karanović | Tiri di rigore 4 – 5 | Veloso Tréand Corbaz Ademi Dié              |

### Coppa Svizzera
| Arbitro: | San |

|  |           |             |
|  | Marcatori | 61’ Nuzzolo |

| Arbitro: | Hänni |

|               |           |                      |
| Karanović 20’ | Marcatori | 10’ Ademi 43’ Ramizi |

| Lugano 31 ottobre 2018, ore 20:30 CET Ottavi di finale                              | Lugano    | 3 – 1 (d.t.s.) referto | Neuchâtel Xamax | Stadio di Cornaredo |
| \| \| \| \| \| Črnigoj 61’ Gerndt 100’ Carlinhos 120’ \| Marcatori \| 79’ Doudin \| |           |                        |                 |                     |
|                                                                                     |           |                        |                 |                     |
| Črnigoj 61’ Gerndt 100’ Carlinhos 120’                                              | Marcatori | 79’ Doudin             |                 |                     |

## Statistiche

### Statistiche di squadra
| Competizione                       | Punti | In casa | In casa | In casa | In casa | In casa | In casa | In trasferta | In trasferta | In trasferta | In trasferta | In trasferta | In trasferta | Totale | Totale | Totale | Totale | Totale | Totale | DR  |
| Competizione                       | Punti | G       | V       | N       | P       | Gf      | Gs      | G            | V            | N            | P            | Gf           | Gs           | G      | V      | N      | P      | Gf     | Gs     | DR  |
| ---------------------------------- | ----- | ------- | ------- | ------- | ------- | ------- | ------- | ------------ | ------------ | ------------ | ------------ | ------------ | ------------ | ------ | ------ | ------ | ------ | ------ | ------ | --- |
| Super League                       | 37    | 18      | 5       | 5       | 8       | 26      | 34      | 18           | 4            | 5            | 9            | 18           | 31           | 36     | 9      | 10     | 17     | 44     | 65     | -21 |
| Coppa Svizzera                     | -     | 0       | 0       | 0       | 0       | 0       | 0       | 3            | 2            | 0            | 1            | 4            | 4            | 3      | 2      | 0      | 1      | 4      | 4      | 0   |
| Spareggio promozione-retrocessione | -     | 1       | 0       | 0       | 1       | 0       | 4       | 1            | 0            | 1            | 0            | 4            | 0            | 2      | 0      | 1      | 1      | 4      | 4      | 0   |
| Totale                             | 37    | 19      | 5       | 5       | 9       | 26      | 38      | 22           | 6            | 6            | 10           | 26           | 35           | 41     | 11     | 11     | 19     | 52     | 73     | -21 |

### Andamento in campionato
| Giornata  | 1 | 2 | 3 | 4 | 5  | 6  | 7  | 8 | 9 | 10 | 11 | 12 | 13 | 14 | 15 | 16 | 17 | 18 | 19 | 20 | 21 | 22 | 23 | 24 | 25 | 26 | 27 | 28 | 29 | 30 | 31 | 32 | 33 | 34 | 35 | 36 |
| --------- | - | - | - | - | -- | -- | -- | - | - | -- | -- | -- | -- | -- | -- | -- | -- | -- | -- | -- | -- | -- | -- | -- | -- | -- | -- | -- | -- | -- | -- | -- | -- | -- | -- | -- |
| Luogo     | T | C | T | C | T  | C  | T  | C | T | C  | T  | C  | T  | C  | C  | T  | T  | C  | T  | C  | T  | C  | T  | C  | T  | C  | T  | C  | T  | C  | C  | T  | C  | T  | C  | T  |
| Risultato | V | N | P | P | P  | P  | P  | V | N | N  | N  | P  | N  | P  | N  | N  | P  | P  | P  | V  | V  | P  | P  | V  | P  | V  | N  | P  | V  | V  | N  | V  | P  | P  | N  | P  |
| Posizione | 1 | 3 | 6 | 8 | 10 | 10 | 10 | 9 | 9 | 10 | 10 | 10 | 9  | 10 | 10 | 10 | 10 | 10 | 10 | 10 | 9  | 9  | 9  | 9  | 9  | 9  | 9  | 9  | 9  | 9  | 9  | 9  | 9  | 9  | 9  | 9  |

Legenda:

Luogo: C = Casa; T = Trasferta. Risultato: V = Vittoria; N = Pareggio; P = Sconfitta.

### Statistiche dei giocatori
| Giocatore      | Super League | Super League | Super League | Super League | Coppa Svizzera | Coppa Svizzera | Coppa Svizzera | Coppa Svizzera | Totale   | Totale | Totale      | Totale     |
| Giocatore      | Presenze     | Reti         | Ammonizioni  | Espulsioni   | Presenze       | Reti           | Ammonizioni    | Espulsioni     | Presenze | Reti   | Ammonizioni | Espulsioni |
| -------------- | ------------ | ------------ | ------------ | ------------ | -------------- | -------------- | -------------- | -------------- | -------- | ------ | ----------- | ---------- |
| K. Ademi       | 26           | 8            | 4            | 0            | 3              | 1              | 0              | 0              | 29       | 9      | 4           | 0          |
| T. Corbaz      | 24           | 0            | 2            | 0            | 3              | 0              | 1              | 0              | 27       | 0      | 3           | 0          |
| P. Di Nardo    | 26           | 2            | 12           | 0            | 3              | 0              | 1              | 0              | 29       | 2      | 13          | 0          |
| S. Dié         | 10           | 1            | 2            | 1            | 0              | 0              | 0              | 0              | 10       | 1      | 2           | 1          |
| C. Doudin      | 26           | 4            | 8            | 0            | 3              | 1              | 1              | 0              | 29       | 5      | 9           | 0          |
| A. Fejzulahi   | 6            | 0            | 1            | 0            | 2              | 0              | 1              | 0              | 8        | 0      | 2           | 0          |
| M. Gomes       | 34           | 0            | 5            | 0            | 3              | 0              | 0              | 0              | 37       | 0      | 5           | 0          |
| J. Huyghebaert | 8            | 0            | 0            | 0            | 1              | 0              | 0              | 0              | 9        | 0      | 0           | 0          |
| J. Kamber      | 30           | 0            | 4            | 0            | 1              | 0              | 0              | 0              | 31       | 0      | 4           | 0          |
| G. Karlen      | 14           | 2            | 0            | 0            | 1              | 0              | 0              | 0              | 15       | 2      | 0           | 0          |
| H. Koné        | 6            | 0            | 0            | 0            | 2              | 0              | 0              | 0              | 8        | 0      | 0           | 0          |
| M. Maikel      | 4            | 0            | 1            | 0            | 0              | 0              | 0              | 0              | 4        | 0      | 1           | 0          |
| M. Minder      | 1            | 0            | 0            | 0            | 1              | 0              | 0              | 0              | 2        | 0      | 0           | 0          |
| L. Mulaj       | 2            | 0            | 0            | 0            | 0              | 0              | 0              | 0              | 2        | 0      | 0           | 0          |
| F. Nicastro    | 0            | 0            | 0            | 0            | 0              | 0              | 0              | 0              | 0        | 0      | 0           | 0          |
| F. Nimani      | 1            | 0            | 0            | 0            | 0              | 0              | 0              | 0              | 1        | 0      | 0           | 0          |
| R. Nuzzolo     | 35           | 14           | 4            | 0            | 2              | 1              | 1              | 0              | 37       | 15     | 5           | 0          |
| M. Ošs         | 25           | 1            | 6            | 1            | 2              | 0              | 0              | 0              | 27       | 1      | 6           | 1          |
| C. Pickel      | 26           | 2            | 10           | 0            | 2              | 0              | 1              | 0              | 28       | 2      | 11          | 0          |
| W. Pogam       | 3            | 0            | 0            | 0            | 1              | 0              | 0              | 0              | 4        | 0      | 0           | 0          |
| A. Pululu      | 15           | 2            | 2            | 0            | 0              | 0              | 0              | 0              | 15       | 2      | 2           | 0          |
| D. Qela        | 1            | 0            | 0            | 0            | 0              | 0              | 0              | 0              | 1        | 0      | 0           | 0          |
| S. Ramizi      | 29           | 2            | 3            | 0            | 3              | 1              | 0              | 0              | 32       | 3      | 3           | 0          |
| M. Sejmenović  | 27           | 2            | 4            | 1            | 1              | 0              | 0              | 0              | 28       | 2      | 4           | 1          |
| G. Tréand      | 25           | 2            | 1            | 0            | 2              | 0              | 1              | 0              | 27       | 2      | 2           | 0          |
| M. Veloso      | 25           | 2            | 4            | 0            | 1              | 0              | 0              | 0              | 26       | 2      | 4           | 0          |
| L. Walthert    | 35           | 0            | 3            | 0            | 2              | 0              | 0              | 0              | 37       | 0      | 3           | 0          |
| A. Xhemajli    | 17           | 0            | 3            | 0            | 2              | 0              | 0              | 0              | 19       | 0      | 3           | 0          |
| T. Çiçek       | 5            | 0            | 0            | 0            | 1              | 0              | 0              | 0              | 6        | 0      | 0           | 0          |
| I. Đurić       | 12           | 0            | 4            | 0            | 0              | 0              | 0              | 0              | 12       | 0      | 4           | 0          |